# Cäcilienchöre im Kanton Freiburg
Die stark im Dorf- oder Pfarreileben verankerten Cäcilien- oder Kirchenchöre des Kantons Freiburg, die zwischen dem Ende der 1950er-Jahre und dem Ende der 1970er-Jahre zunehmend zu gemischten Chören wurden, singen das ganze Jahr hindurch bei religiösen Feiern, da ihre Hauptaufgabe darin besteht, der Liturgie zu dienen und gleichzeitig den Freiburger Chorgesang zu pflegen. Die alle drei oder vier Jahre organisierten Cäcilienfeste vereinen diese Chöre auf regionaler Ebene und sind für diese ein Höhepunkt ihrer Aktivität: Singen vor einer Jury, gesungene Messe, Gemeinschaftsgesang. Im Jahr 2005 wurde das Groupement de Céciliennes du canton de Fribourg et de la Broye vaudoise gegründet; es umfasst heute 140 Vereine und gehört der Freiburger Chorvereinigung an.

## Geschichte
Beeinflusst von Deutschland (Allgemeiner Cäcilien-Verband für Deutschland) und der Deutschschweiz, entwickelte sich die Cäcilienbewegung im späten 19. Jahrhundert zunächst im Sensebezirk, wo der erste Chor 1877 gegründet wurde; zehn Jahre später bildeten sich die ersten französischsprachigen Chöre. Das erste Kantonalfest fand 1902 statt. Die katholische Kirche stellte sich rasch an die Spitze des Cäcilienverbands. Im November 1908 wurde Abbé Joseph Bovet Präsident der Freiburger Cäcilienvereine; er übte dieses Amt fast 40 Jahre lang aus. Sein Erbe ist im Repertoire der Freiburger Chöre weiterhin sehr präsent.
Auch wenn es in den meisten katholischen Kantonen Cäcilienchöre gibt, sind sie in Freiburg am aktivsten geblieben. Das sakrale und volkstümliche Liederbe, das gelegentlich auch Stücke in Patois umfasst, wird von den Amateurchören und ihren Leitern gepflegt. Ein weiteres Ziel des Cäcilienverbands besteht darin, Musikstücke junger Freiburger und Schweizer Komponisten bekannt zu machen.
Die Freiburger Cäcilienchöre sind als immaterielles Kulturgut im kantonalen Inventar der lebendigen Traditionen verzeichnet.

## Cäcilienverbände des Kantons Freiburg
- Estavayer-le-Lac
- Haute-Broye
- Notre-Dame de l’Evi
- Notre-Dame des Marches
- Part-Dieu
- Romont et environs
- Ste-Croix
- St-Henri
- St-Maire
- St-Protais
- St-Udalric
- Vallée de la Broye
- Ville de Fribourg
- Cäcilienverband Deutschfreiburg